# 單一族群國家
單一族群國家（英語：Monoethnicity），又稱單民族國家、单一民族国家，指人口幾乎為同一民族的國家。與多元族群國家相對。
朝鲜日报的一篇报道指称OECD将主体族群占全国人口比重超过95%的国家和地区视作单一族群国家和地区；截至2025年，中国外交部和美国中央情报局各自的各国概况中则均只称朝鲜和韩国为单一族群国家。事实上，在经济全球化时代，随着各国之间人员往来的密切，并没有任何一个国家是真正的单一族群国家；虽然如此，大多数民族国家都拥有占人口绝大多数的主体族群，从而表现出单一族群国家的一定特征。
大部分表现出单一族群国家的一定特征的国家都有视无视国内少数族群的存在，从而挤压其族群文化生存空间的问题，例如仅OECD的36国中就有20国在人口普查中不询问关于种族、族群、原住民的信息。即使表现出单一族群国家的一定特征的国家承认其国内少数族群的存在，其主体族群由于占人口比例过于庞大，天然存在对少数族群文化、语言、族群自我识别等方面的挤压倾向。

## 一般被认为是单一族群国家和地区的国家和地区举例

### 日本
日本视自己为单一族群国家。
截至2024年底，日本长居外国人（含在日朝鲜人和韩国人）约377万；此外1.2379亿日本本国人中，尚有琉球人约182万、阿伊努人约1.3万。亦即，日本人口中，大和民族的占比为95.6%。
日本的少數族群面臨被大和族同化風險，其語言、歷史和族群識別權力都受到擠壓。

### 韩国
韩国视自己为单一族群国家。
截至2024年11月，韩国国内长居外国人占到韩国人口的4.86%，此外韩国尚有华裔移民等少数族裔。
由于朝鲜民族自身即为韩国的原住民，因而韩国不存在拥有“原住民形态”的少数族群，使得韩国在族群对立上与日本一样没有欧美般严重，而韩国國內的外国人也較能認同單一族群的思維。

### 前南斯拉夫国家
南斯拉夫解体使得其加盟国成为“事实上和法理上的单一族群国家”。
根据2021年统计数据，克罗地亚国内的克罗地亚人占比为91.6%。科索沃国内的阿尔巴尼亚人占比则达到92%。